# Лович Валецки
Лович Валецки (на полски: Łowicz Wałecki) е село в Западнопоморско войводство, северозападна Полша, част от община Мирославец на Валченски окръг.
Разположено е на 103 m надморска височина в Средноевропейската равнина, на 100 km източно от Шчечин и на 120 km северозападно от Познан.